# José Mateo

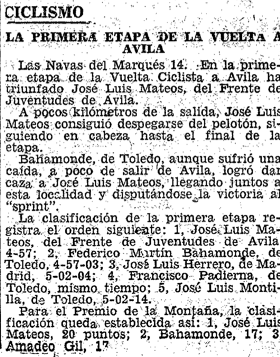
Captura del periódico ABC del Viernes 15 de junio de 1951. Primera etapa de la Vuelta a Ávila. Existen algunos fallos gramaticales por culpa de la poca información de la época. José Luis a veces sale con apellido Mateos, aunque es Mateo. Al igual que Bahamontes, que a veces le llaman Bahamonde.

José Luis Mateo Chamizo (San Martín de Valdeiglesias, Madrid, 13 de abril de 1930-Alcorcón, Madrid, 16 de agosto de 2006), más conocido por "Plexiglás", fue un ciclista español que destacó en los años 50 como rival de Federico Martín Bahamontes.

## Biografía
Ciclista rival de Federico Martín Bahamontes, ganó el gran premio de montaña de las vueltas a Ávila de 1950 y 1951. Por problemas de salud tuvo que retirarse del deporte de élite antes de cumplir los 24 años. Hombre de familia, se casó con Milagros Cabrero, de El Tiemblo, donde vivieron gran parte de su vida. Padre de 3 hijos y una hija, trabajó en Unión Eléctrica, más tarde llamada Unión Fenosa.
A pesar de no haber triunfado como ciclista nacional debido a su temprana retirada, Bahamontes, llegó a reconocer que José Luis Mateo fue su mayor rival y quebradero de cabeza en la montaña.

## Palmarés
- 1953
  - Campeón de España por Regiones